# Mendut
Mendut is een bestuurslaag in het regentschap Magelang van de provincie Midden-Java, Indonesië. Mendut telt 3080 inwoners (volkstelling 2010).